# Ocú
Ocú è un comune (corregimiento) della Repubblica di Panama situato nel distretto di Ocú, provincia di Herrera, di cui è capoluogo. Si estende su una superficie di 121,6 km² e conta una popolazione di 7.006 abitanti (censimento 2010).